# Liste von Industrieparks in Deutschland
Die Liste von Industrieparks in Deutschland nennt Industrie- und Chemieparks in Deutschland.
In den rund 60 deutschen Chemieparks haben sich über 1.000 Unternehmen angesiedelt; über 250.000 der knapp 430.000 Chemiebeschäftigten in Deutschland arbeiteten 2021 in Chemieparks.
In der Fachvereinigung Chemieparks des Verbandes der Chemischen Industrie haben sich 37 Mitglieder zusammengeschlossen.

## Liste
| Name des Industrieparks             | Bundesland          | Unternehmen | Beschäftigte (circa) | Gründung als Industriepark | Fläche  | Betreiber | Abbildung |
| ----------------------------------- | ------------------- | ----------- | -------------------- | -------------------------- | ------- | --- | --------- |
| Industriepark Schwarze Pumpe        | Brandenburg         | 125         | 5.000                | 1990                       | 720 ha  | ASG Spremberg GmbH |           |
| Behringwerke Marburg                | Hessen              | 19          | 7.000                | 1997                       | 67 ha   | Pharmaserv GmbH & Co. KG (50 % in Besitz von Gelsenwasser)                                                                 |           |
| Chempark Dormagen (ohne Ineos Köln) | Nordrhein-Westfalen | 60          | 9.700                | 2004                       | 360 ha  | Chempark, Currenta GmbH & Co. OHG                                                                                          |           |
| Chemiepark Knapsack                 | Nordrhein-Westfalen | 15          | 2.500                | 1997                       | 180 ha  | YNCORIS GmbH & Co. KG (bis Juni 2019 InfraServ GmbH & Co. Knapsack KG)                                                     |           |
| Chempark Krefeld-Uerdingen          | Nordrhein-Westfalen | 40          | 8.000                | 2004                       | 260 ha  | Chempark, Currenta GmbH & Co. OHG                                                                                          |           |
| Chempark Leverkusen                 | Nordrhein-Westfalen | 200         | 32.650               | 2004                       | 480 ha  | Chempark, Currenta GmbH & Co. OHG                                                                                          |           |
| Chemiepark Marl                     | Nordrhein-Westfalen | 30          | 10.500               | 1998                       | 650 ha  | Evonik Industries AG |           |
| Chemie- und Industriepark Zeitz     | Sachsen-Anhalt      | 50          | 1.100                | 1996                       | 232 ha  | Infra-Zeitz Servicegesellschaft mbH                                                                                        |           |
| Industriepark Münchsmünster         | Bayern              | 3           | 750                  | 2001                       | 125 ha  | Industriepark Münchsmünster GmbH & Co. KG                                                                                  |           |
| Chemiestandort Leuna                | Sachsen-Anhalt      | 40          | 9.000                | 1996                       | 1300 ha | InfraLeuna GmbH |           |
| Industriepark Werk Bobingen         | Bayern              | 17          | 1.650                | 1998                       | 80 ha   | Industriepark Werk Bobingen GmbH                                                                                           |           |
| Industriepark Düren-Niederau        | Nordrhein-Westfalen | 7           | 400                  | 2004                       |         | Veolia Industriepark Deutschland GmbH (Veolia)                                                                             |           |
| Chemiepark Gendorf                  | Bayern              | 20          | 4.000                | 1997                       | 197 ha  | InfraServ GmbH & Co. Gendorf KG                                                                                            |           |
| Industriepark Gersthofen            | Bayern              | 12          | 1.600                | 2002                       | 35 ha   | MVV Industriepark Gersthofen Servicegesellschaft mbH (MVV Energie)                                                         |           |
| Industriepark Griesheim             | Hessen              | 30          | 750                  | 2003                       | 74 ha   | Infrasite Griesheim GmbH (Infraserv Höchst)                                                                                |           |
| Industriepark Höchst                | Hessen              | 90          | 22.000               | 1997                       | 460 ha  | Infraserv GmbH & Co. Höchst KG                                                                                             |           |
| Industriepark Kalle-Albert          | Hessen              | 80          | 5.400                | 1997                       | 96 ha   | InfraServ GmbH & Co. Wiesbaden KG                                                                                          |           |
| Industriepark Oberbruch             | Nordrhein-Westfalen | 20          | 2.000                | 2000                       | 110 ha  | Veolia Industriepark Deutschland GmbH                                                                                      |           |
| Industrie Center Obernburg          | Bayern              | 30          | 3.000                | 2003                       | 175 ha  | Mainsite GmbH & Co. KG |           |
| Industriepark Seelze                | Niedersachsen       | 5           | 800                  | 1997                       |         | Honeywell Specialty Chemicals Seelze, Sigma-Aldrich Laborchemikalien GmbH, Troy Chemicals Inc, Pfaudler Werke Schwetzingen |           |
| Industriepark Walsrode              | Niedersachsen       | 21          | 2.600                | 2001                       | 130 ha  | MSM Group |           |
| Industriepark Weinheim              | Hessen              | 50          | 6.500                | 1995                       | 620 ha  | Freudenberg Real Estate GmbH                                                                                               |           |
| Industriepark Wolfgang              | Hessen              | 11          | 4.500                | 2000                       | 82 ha   | Evonik Industries AG |           |
| Chemiepark Bitterfeld-Wolfen        | Sachsen-Anhalt      | 360         | 11.000               | 2001                       | 1200 ha | Chemiepark Bitterfeld-Wolfen GmbH (Gelsenwasser)                                                                           |           |
| Industriepark Nienburg              | Niedersachsen       | 5           |                      | 1990                       |         | Industriepark Nienburg GmbH                                                                                                |           |
| Industriepark Kassel-Mittelfeld     | Hessen              | 40          | 2.500                | 1810                       | 60,7 ha | Aroundtown SA |           |